# Nadja Drygalla
Nadja Drygalla (* 31. März 1989 in Rostock) ist eine ehemalige deutsche Ruderin.

## Karriere
Nach Erwerb der Mittleren Reife absolvierte Nadja Drygalla eine Ausbildung zur Sport- und Fitnesskauffrau. Ihr Ausbildungsbetrieb war das Hotel Neptun in Warnemünde. Am 2. September 2008 begann sie als Polizeimeisteranwärterin für den mittleren Polizeidienst eine zweite Ausbildung am Institut für polizeiliche Aus- und Fortbildung der Fachhochschule für öffentliche Verwaltung, Polizei und Rechtspflege in Güstrow. Gleichzeitig wurde sie in die neu gegründete Sportfördergruppe der Landespolizei Mecklenburg-Vorpommern aufgenommen, der neben Radsportolympiasieger Stefan Nimke mit der Schweriner Leichtathletin Martina Strutz, den Rostocker Ruderinnen Franziska Kegebein und Julia Lepke weitere Spitzensportler des Landes angehörten.
Drygalla ruderte für den Olympischen Ruder-Club Rostock (ORC). 2006 belegte sie mit dem Achter den dritten Platz bei den Junioren-Weltmeisterschaften. Bei den Junioren-Weltmeisterschaften 2007 wechselte sie in den Zweier ohne Steuerfrau und erreichte mit Ulrike Sennewald den zweiten Platz, 2008 wurden die beiden Vierte bei den U23-Weltmeisterschaften. In ihrer ersten Saison in der Erwachsenenklasse gewann Drygalla mit dem deutschen Frauenachter die Weltcupregatta in München, sie wechselte danach in den Vierer ohne Steuerfrau und belegte in dieser Bootsklasse den fünften Platz bei den Ruder-Weltmeisterschaften 2009. 2010 belegte Drygalla zusammen mit Anne-Sophie Agarius den dritten Platz bei den U23-Weltmeisterschaften. Nach dem achten Platz bei den Weltmeisterschaften 2011 trat Drygalla mit Ulrike Sennewald bei den Europameisterschaften wieder im Zweier an und erreichte dort den vierten Platz.
Bei den deutschen Rudermeisterschaften gewann Nadja Drygalla 2011 zwei Titel: Im Vierer-ohne siegte sie zusammen mit Sennewald, Agarius und Julia Lepke. Im Achter ruderten Drygalla und Sennewald im siegreichen Boot, während Agarius und Lepke im zweitplatzierten Boot saßen.
2012 qualifizierte sich Drygalla mit dem deutschen Frauenachter für die Olympischen Spiele in London. Dieser schied im Hoffnungslauf aus und belegte in der Gesamtwertung den siebenten Platz.
Bis 31. August 2012 war Drygalla als Sportkoordinatorin beim Ruderverband Mecklenburg-Vorpommern angestellt. Am 1. November 2012 wurde sie Sportsoldatin bei der Bundeswehr. Drygalla setzte ihre Karriere als Ruderin nach den Olympischen Sommerspielen 2012 zunächst fort, sie konnte sich allerdings nicht mehr für eine internationale Auswahl des Deutschen Ruderverbandes (DRV) qualifizieren.

## Kontroverse
2011 wurden dem Innenministerium von Mecklenburg-Vorpommern Informationen über ihre fünfjährige Beziehung zum damaligen NPD-Landtagskandidaten Michael Fischer, einem Direktkandidaten der NPD und Aktivisten der deutschen Kameradschaftsszene aus Rostock, bekannt. Weitere Erkenntnisse der Behörde betrafen Drygallas Kontakte zum Bekanntenkreis ihres Freundes. Daraufhin brach sie die Polizeiausbildung ab. Diesem Schritt folgte zeitnah das Ausscheiden aus der Sportfördergruppe der Landespolizei Mecklenburg-Vorpommern.
Während der Olympischen Spiele vom 28. Juli bis 4. August 2012 in London geriet diese Verbindung auch in den Blick einer breiteren Öffentlichkeit. Nachdem Drygalla ihre Wettkämpfe absolviert hatte, wurden die Verbindungen von Drygallas Lebensgefährten zur rechtsextremen Szene zunächst dem Deutschen Ruderverband bekannt. Die Sportlerin wurde von der Leitung der deutschen Olympiamannschaft vorgeladen und verließ nach dem erfolgten Gespräch das olympische Dorf, „um keine Belastung für die Olympiamannschaft entstehen zu lassen“. Als Grund dafür gab der Verband „Erkenntnisse zum privaten Umfeld“ der Ruderin an. Einige Medien kritisierten Drygallas Beziehung zu ihrem Lebensgefährten und merkten an, dass Unterstützer der rechtsextremen Szene den deutschen Sport bei Olympia nicht repräsentieren dürften. Drygalla distanzierte sich von rechtsextremer Ideologie. Sowohl Bundesverteidigungsminister Thomas de Maizière als auch der Ministerpräsident von Mecklenburg-Vorpommern Erwin Sellering stellten sich hinter Drygalla und warnten vor einer Vorverurteilung durch die mediale Öffentlichkeit. Der SPD-Politiker Sebastian Edathy, damals Vorsitzender des Bundestags-Untersuchungsausschusses zur Terrorgruppe Nationalsozialistischer Untergrund, sagte in einem Deutschlandfunk-Interview am 7. August 2012, man könne Drygalla nicht in „Sippenhaft“ nehmen. Nach einem klärenden Gespräch mit dem Deutschen Ruderverband am 18. September 2012 stellte sich dieser hinter Drygalla.
In der 2015 veröffentlichten Broschüre Frauen und Rechtsextremismus in Mecklenburg-Vorpommern des Vereins Lola für Demokratie in Mecklenburg-Vorpommern in Kooperation mit der Amadeu Antonio Stiftung wird die Beziehung Drygallas zum langjährigen Neonazi-Aktivisten Fischer und der mediale Umgang mit dem Fall thematisiert.